# Szkoła dla dziewcząt
Szkoła dla dziewcząt (ang. Girls' School) – amerykański film z 1938 roku w reżyserii Johna Brahma.

## Obsada
- Anne Shirley jako Natalie Freeman
- Ralph Bellamy jako Michael Hendragin
- Nan Grey jako Linda Simpson
- Dorothy Moore jako Betty Fleet
- Gloria Holden jako panna Laurel
- Marjorie Main jako panna Honore Armstrong
- Cecil Cunningham jako panna Brewster, dziekan
- Doris Kenyon jako pani Howard
- Margaret Tallichet jako Gwennie
- Peggy Moran jako Myra

## Nagrody i nominacje
| Nazwa nagrody | Wygrane            | Nominacje                                               |
| ------------- | ------------------ | ------------------------------------------------------- |
| Oscar         | 1939 bez rezultatu | 1939 Najlepsza muzyka Gregory Stone oraz Morris Stoloff |